# Escape Plan 2: Hades
Escape Plan 2: Hades (bra: Rota de Fuga 2; prt: Plano de Fuga 2: Hade) é um filme norte-americano de 2018 do gênero ação dirigido por Steven C. Miller. É a continuação do filme 2013 Escape Plan, e a segunda parte da série de filmes Escape Plan. É estrelado por Sylvester Stallone e Curtis "50 Cent" Jackson reprisando seus papéis no primeiro filme, e com Dave Bautista, Huang Xiaoming, Jaime King, Jesse Metcalfe, Titus Welliver e Wes Chatham juntando o elenco. O filme foi lançado diretamente para o DVD nos Estados Unidos, mas recebeu versões teatrais na Rússia em 28 de junho de 2018, e na China em 29 de junho de 2018. O filme recebeu críticas negativas da crítica especializada e arrecadou 16 milhões de dólares contra um orçamento de produção de 20 milhões de dólares.
Uma sequência, Escape Plan 3 - The Extractors, foi lançada em 2019.

## Elenco
- Sylvester Stallone como Ray Breslin
- Dave Bautista como Trent DeRosa, ex-associado da Breslin Security
- Huang Xiaoming como Shu Ren, protegido de Breslin
- Jesse Metcalfe como Lucas "Luke" Graves, protegido de Breslin
- Curtis "50 Cent" Jackson como Hush, hacker de computador trabalhando para Breslin
- Wes Chatham como Jaspar Kimbral, ex-protegido de Breslin, tornou-se diretor do HADES
- Chen Tang como Yusheng Ma, primo de Shu Ren
- Tyron Woodley como Akala, um prisioneiro do HADES
- Tyler Jon Olson como Moe
- Titus Welliver como Gregor Faust ("O zelador") de HADES
- Shea Buckner como Larry
- Jaime King como Abigail Ross, vice-presidente da Breslin Security
- Lydia Hull como Jules, uma funcionária da Breslin Security
- Pete Wentz como Bug

## Produção
O desenvolvimento foi anunciado pela primeira vez em outubro de 2016, com Sylvester Stallone voltando ao astro. Foi anunciado em fevereiro de 2017 que Steven C. Miller daria o filme, e que havia potencial para Arnold Schwarzenegger reprisar seu papel desde o início.  A produtora de filmes chinesa Leomus Pictures foi escolhida como co-financiadora do filme. Em março de 2017, Dave Bautista, Jaime King e 50 Cent foram adicionados ao elenco, com as adições de Jesse Metcalfe, Pete Wentz e Wes Chatham no final do mês. Em 22 de março, as filmagens começaram em Atlanta, Geórgia, com Stallone compartilhando um vídeo do set e revelando o título como Escape Plan 2: Hades, além de anunciar que um terceiro filme estava em desenvolvimento. Tyron Woodley foi revelado como parte do elenco em abril.